# Peer Gebauer

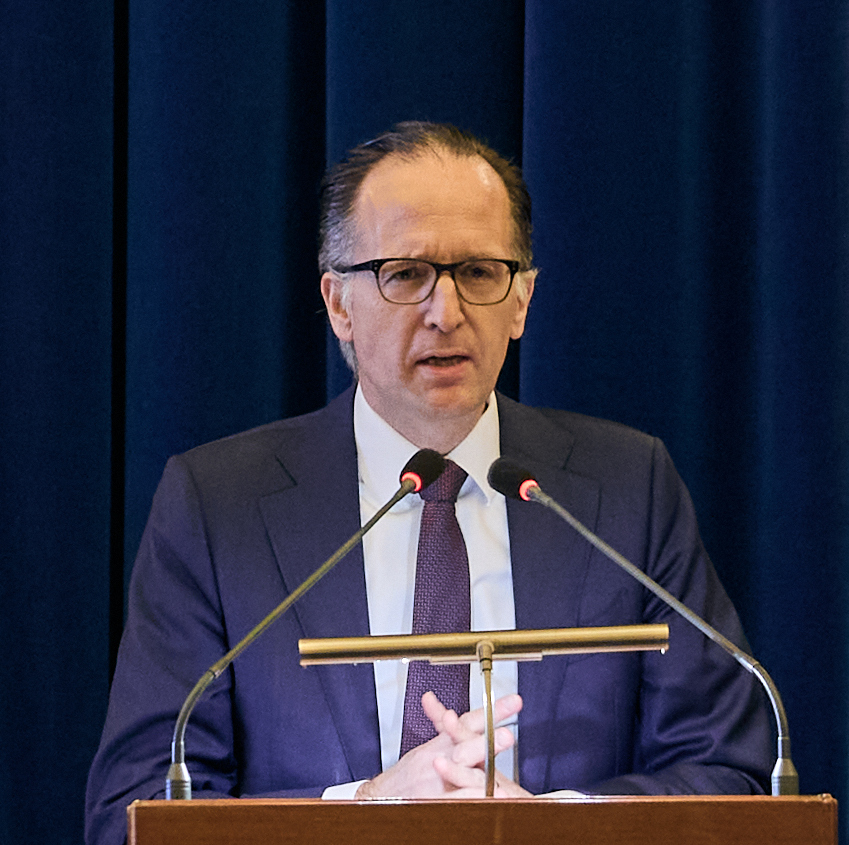
Peer Gebauer (2024)

Peer Gebauer (* 13. Mai 1971 in Stuttgart) ist ein deutscher Diplomat. Er war von 2021 bis 2025 deutscher Botschafter in Rumänien.

## Werdegang
Peer Gebauer absolvierte nach dem Abitur von 1991 bis 1992 seinen Wehrdienst bei der Deutsch-Französischen Brigade in Böblingen und studierte ab 1992 Rechtswissenschaft in Tübingen und Stuttgart. Das Zweite Juristische Staatsexamen legte er 1998 ab und arbeitete noch bis 2000 am Lehrstuhl Eduard Picker an der Universität Tübingen.
2001 wurde er mit einer Arbeit zum Thema Naturalrestitution beim Schadensersatz wegen Nichterfüllung an der Universität Tübingen promoviert.
Nach dem Eintritt in den Auswärtigen Dienst absolvierte Gebauer bis 2001 den Vorbereitungsdienst für den höheren Auswärtigen Dienst und fand seine erste Verwendung als Referent im Referat für Rechtsfragen der EU im Auswärtigen Amt. Nach Stationen als Leiter der Rechts- und Konsularabteilung an der Botschaft Tel Aviv (Israel; 2002 bis 2005) und als Politischer Referent der Botschaft Tokio (Japan) war er von 2007 bis 2014 im Auswärtigen Amt tätig, zunächst als Referent im Referat für Allgemeine Personalangelegenheiten und ab 2011 als Stellvertretender Leiter des Personalreferats für den höheren Dienst.
Von 2014 bis 2017 war er Leiter der Wirtschaftsabteilung und Ständiger Vertreter des Leiters der Botschaft Bangkok (Thailand). Nach einem kurzen Einsatz als Leiter des Referats für Allgemeine Personalangelegenheiten und Grundsatz Organisation im Auswärtigen Amt wechselte Gebauer 2017 in das Bundeskanzleramt und übernahm dort die Leitung des Referats Bilaterale Beziehungen zu den Staaten des Nahen und Mittleren Ostens, Afrikas, Asiens und Lateinamerikas. 2019 wurde er Leiter der Gruppe Globale Fragen, Subsahara-Afrika, Entwicklungspolitik und Auswärtige Migrationspolitik im Bundeskanzleramt.
Mitte 2021 wurde Gebauer zum Botschafter in Rumänien ernannt. Er wurde am 24. August 2021 von Präsident Klaus Johannis zur Überreichung seines Beglaubigungsschreibens empfangen. Während seiner Amtszeit wurde ihm 2024 der Stern von Rumänien im Grad Großoffizier und 2025 die Goldene Ehrennadel für besondere Verdienste um die deutsche Minderheit durch das Demokratische Forum der Deutschen in Rumänien verliehen.
Im Sommer 2025 verließ Gebauer Rumänien und wurde zum Leiter der Zentralabteilung im Auswärtigen Amt ernannt.
Gebauer ist verheiratet und Vater zweier Kinder.

## Veröffentlichungen
- Naturalrestitution beim Schadensersatz wegen Nichterfüllung. Duncker & Humblot, Berlin 2002, ISBN 3-428-10673-3 (Zugl.: Tübingen, Univ., Diss., 2001).